# 広島市立広島工業高等学校
広島市立広島工業高等学校（ひろしましりつ ひろしまこうぎょう こうとうがっこう）は、広島県広島市南区にある市立工業高等学校。略称は「広島市工」、「市工（しこう）」。

## 概要
歴史
1924年（大正13年）に「広島市工業専修学校」として開校。青年学校・工業学校を経て1948年（昭和23年）の学制改革により新制の工業高等学校となる。数回の改編を経て、1964年（昭和39年）に現行の工業高等学校となった。現校名になったのは1980年（昭和55年）。2024年（令和6年）に創立100周年を迎えた。
設置課程・学科
6学科　※（　）は学科を表すアルファベット
- 機械科（M）
- 自動車科（V）
- 電気科（E）
- 情報電子科（I）
- 建築科（A）
- 環境設備科（S）

校訓
至誠・堅忍・創意・真理
校章
中央に校名の「工高」の文字（縦書き）を置いている。
校歌
作詞は斉藤清衛、作曲は松本平による。歌詞は3番まであり、各番に校名の「市工」が登場する。
特色
高校・大学などを卒業した者などで、職業能力の向上などを希望する者に対して授業を公開する社会人聴講制度がある。
進路
約8割の生徒が就職の道を選んでおり、毎年就職率100%を達成している。
年度により就職、進学の割合がかなり違う。
求人の数がかなり多く、1人に何社もあるという割合になる。（県外からも多数の求人が来ている)
人数
1学科40人という規定がある。その為、毎年240人が入学する。
なお帰国子女の方の入学などにより多少変動する。
男女比はだいたい9:1（学科ごとにかなり差がある。）

## 沿革
- 1924年（大正13年）
  - 3月3日 - 広島市会（広島市議会の前身）において市立工業学校設立が協議される。
  - 9月8日 - 広島県知事により、広島工業専修学校の設立が認可される。
  - 10月1日 - 「広島工業専修学校」が開校。広島市大手町尋常高等小学校[1]の教室を仮校舎とする。初代校長に川口虎雄が就任。
- 1925年（大正14年）4月9日 - 広島高等工業学校（広島大学工学部の前身）の教室において授業を開始。
- 1927年（昭和2年）11月24日 - 土木建築科を土木科と建築科に分割する。
- 1935年（昭和10年）4月1日  - 「広島県広島市工業専修青年学校」と改称。
- 1937年（昭和12年）3月31日 - 組織改編により「広島市工業学校」に改称。
- 1938年（昭和13年）4月1日 - 工業化学科を設置。
- 1941年（昭和16年）3月31日 - 「広島市立第二工業学校」と改称[2]。
- 1948年（昭和23年）5月3日 - 学制改革により新制高等学校「広島市中央工業高等学校」と改称。
- 1949年（昭和24年）4月30日 - 高校三原則に基づく公立高等学校再編により、「広島県広島千田高等学校」と改称。
- 1954年（昭和29年）4月1日 - 「広島県広島市工業高等学校」に改称。
- 1964年（昭和39年）4月1日 - 全日制課程（機械・電気・工業化学の3学科）を設置。
- 1967年（昭和42年）4月1日 - 全日制課程において建築科と設備工業科を設置。
- 1980年（昭和55年）4月1日 - 広島市の政令指定都市昇格に伴い、「広島市立広島工業高等学校」（現校名）に改称。
- 1987年（昭和62年）4月1日 - 全日制課程において電子機械科を設置。
- 1988年（昭和63年）3月 - 校地を拡張。本館が完成。
- 1989年（平成元年）2月 - 講堂兼屋内体育館が完成。
- 1993年（平成5年）4月1日 - 定時制課程において土木科を都市環境科に改編。
- 1994年（平成6年）
  - 3月 - 家庭科実習室が完成。
  - 4月1日 - 定時制課程において3年での卒業も可能とし、3・4年次に単位制を適用。また公開講座を開設し、聴講生の受け入れを開始。
- 1995年（平成7年）4月1日 - 全日制課程の学科を機械・メカトロ情報・電気エネルギー・情報電子・自動車・環境化学・建築システム・設備システムの8学科に改編。
- 2001年（平成13年）4月1日 - 全日制課程の学科を機械・電気・情報電子・自動車・建築・環境設備の6学科に改編。
- 2002年（平成14年）4月1日 - 定時制課程において機械科と電気科を「生産技術科」に、都市環境科と建築科を「建設技術科」に改編。
  - 定時制課程全学年に単位制・2学期制を導入。
- 2013年（平成25年）4月1日 - 定時制課程において生産技術科と建設技術科を「工業技術科」に改編。
- 2016年（平成28年）3月31日 - 定時制課程において生産技術科と建設技術科を廃止。
- 2017年（平成29年） - 定時制課程において当年度より入学者の募集を停止。
- 2021年（令和3年）3月31日 - この日をもって定時制課程が閉課。97年の歴史に幕を下ろした。

## 学校行事
3学期制
- 4月 - 入学式、野外活動（1年生）
- 6月 - 体育祭
- 10月 - 市工祭（学園祭）
- 1月 - 修学旅行（2年生）
- 3月 - 卒業式

## 部活動
工業系
- 機械部
- 自動車部（以前は原動機部という名称であった）
- 電気部
- 情報電子部
- 建築部
- 環境設備部

文化部
- 写真部
- 放送部
- 茶華道部
- 書道部
- ESS（English Speaking Society）同好会

運動部
- ソフトテニス部
- バレーボール部
- サッカー部
- 陸上競技部
- 剣道部
- 柔道部
- 卓球部
- 弓道部
- 自転車競技部
- バスケットボール部
- 野球部
- テニス部（硬式）
- バドミントン部

## 著名な出身者
- 山田亮（吉本興業）
- 辻栄蔵（競艇選手）
- 松浦悠士（競輪選手）
- 沖本辰也（サッカー指導者）
- 山口良一（タレント、俳優）
- 矢沢永吉（歌手）…広島電機大学附属高校（現広島国際学院高校）から市立広島工業高校に転校し卒業

## 交通
最寄りのバス停留所
- 広電バス
  - 4番系統「市立工業高校前」バス停
  - 7番系統「市立工業高校入口」バス停

最寄りの幹線道路
- 国道2号 「本浦交番前」交差点

最寄りの駅
- JR向洋駅（徒歩で約20分）

## 周辺
- 広島厚生病院
- 広島本浦郵便局
- 広島南警察署本浦交番